# 불타는 가슴
불타는 가슴(C.C. And Company)은 미국에서 제작된 세이모어 로비 감독의 1970년 액션, 코미디, 드라마 영화이다. 조 나마스 등이 주연으로 출연하였고 알란 카 등이 제작에 참여하였다.

## 출연

### 주연
- 조 나마스
- 앤 마그렛

### 조연
- 윌리엄 스미스
- 그렉 뮬라비
- 시드 헤이그
- 브루스 글로버